# 마상영
마상영(馬尙映, 1959년 2월 20일~)은 대한민국의 언어학자이다.
한국외국어대학교 스페인어과를 졸업하고 동 대학교 대학원에서 스페인어 어학분야에서 석사학위를 취득하였다. 이후, 스페인 정부 초청 장학생으로 스페인의 국립마드리드대학교 박사과정을 이수한 후 스페인어 언어학 박사 학위를 취득하였다.
1986년이후, 한국외국어대학교, 서울대학교(강사, 조교), 고려대학교, 경희대학교, 공군사관학교 등에서 학부 또는 대학원 강사를 역임하였으며, 1995년 3월 1일 이후 단국대학교 스페인어과 교수로 재임하고 있다.
단국대학교 대학원장으로 활동하였으며, 전국대학원장협의회 회장(54대), 한국스페인어문학회 회장(13대), 단국대학교 아시아아메리카연구소 소장과 외국어대학 학장을 역임하였다. 그 외에도 한국서어서문학회(총무,섭외이사, 정보화이사, 부회장, 편집위원장, 회장)의 여러 직책을 맡은바 있으며, 한국외국어교육학회 부회장으로 활동하였으며, 지금은 한국스페인어문학회 고문으로 그리고 한국외국어교육학회 자문위원으로 활동하였다. 또 교육부 에스빠야어 교유과정 심의위원, 교육부 산하 중앙교육평가원 주관 중등학교교재 집필위원(중학교 생활스페인어, 고등학교 스페인어 청해, 실무 스페인어), 사법고시, 외무고시 출제위원 및 선정위원, 등 다양한 활동을 해 오고 있다. 한국연구재단의 PM으로 활동하였으며, 동 재단의 BK 및 HK심사위원으로 참여하였다.
저서로는[GRAMÁTICA ESPAÑOLA PARA UNIVERSITARIOS COREANOS], [스페인 문화예술의 산책], [스페인어 문법 한꺼번에 정복하기], [서반아어](공저), 역서로 [COREANO I, II, III](공역) 등이 있으며, 논문으로는 [Transpositores Oracionales], [소절과 통사적 자질], [스페인어 유사 관계절 구조에 관하여], [SSNN interrogativos] 등과 스페인어사이버교육 및 스마트교육 관련 논문이 다수 있다.

## 학력
- [1984] 학사 한국외국어대학교 / 스페인어
- [1986] 석사 한국외국어대학교 / 서반아어
- [1993] 박사 Universidad Complutense de Madrid / 스페인어과 / 통사론

## 연구업적
- 연구보고서[20080614] 스페인어 과목의 교사자격 기준 개발과 평가영역 상세화 및 수업능력 평가도구 개발에 관한 연구: 선택형 문항 개발 도구
- 연구보고서[20040820] 학사운영 개선방안 연구(정책연구 보고서)
- 일반논문[20230630] AI 번역에서 한국어와 스페인어 간의 대명사의 호환성 연구 -공범주 pro를 중심으로-
- 일반논문[20200201] 스마트러닝 스페인어 교육 교과목별 모델 구축 II* - YouTube 또는 ‘구글 드라이브’를 활용한 스마트강의 콘텐츠 제공과 Flipped Learning -
- 일반논문[20180301] 연속성 대 비연속성 자질에 의거한 보통명사 분석
- 일반논문[20170801] 스마트러닝 스페인어교육교과목별 모델 구축
- 일반논문[20170601] Cómo Elaborar El Modelo De Educación Smart Del Español
- 일반논문[20160901] Cómo mejorar la propagación de la cultura mediante el Smartphone
- 일반논문[20151201] 스페인어 스마트교육과 면대면 양방향 커뮤니케이션사이의 상보성
- 일반논문[20150601] Comunicación bidireccional y la enseñanza combinada
- 일반논문[201407] Estrategia did？ctica para mejorar el aprendizaje Smart
- 일반논문[20130930] 스마트러닝과 현장교육의 융합을 통한 스페인어교육 시너지효과 향상 방안
- 일반논문[20130831] MAS ALLA DE LA SIESTA
- 일반논문[20121231] 유비쿼터스형 강의를 통한 효율적인 스페인어교육 방안 연구
- 일반논문[20120630] 난이도에 의거한 동사파생명사 분석 - 소망을 표현하는 동사파생명사를 중심으로
- 일반논문[20101230] Como elaborar y manejar la clase Ubiquitous
- 일반논문[20090831] 투우에 관한 소고 -전통문화적 관점에서-
- 일반논문[20090630] Sue？o의 통사적 특징 분석
- 일반논문[20080930] sueno의 의미 분석 -어휘·의미론적 관점에서
- 일반논문[20070930] 스페인의 전통 웰빙 생활문화와 시에스Ek(siesta)와의 상관관계 고찰
- 일반논문[20060331] 정지용 시의 스페인어 번역에 있어서의 문제점과 해결방안에 관한 연구
- 일반논문[20051231] Literalidad y libertad en la traduccion de la poesia de Chong, Chi-Yong
- 일반논문[20051230] 스페인어 멀티미디어 사이버강의 개발 방안
- 일반논문[20050108] Estudio sobre la preparacion de las clases virtuales con Fonts especiales y con imagenes moviles
- 일반논문[20040930] 사이버교육을 위한 동영상 스페인어 자료의 운용 방안 연구
- 일반논문[20040225] La importancia de la elaboracion de las clases virtuales
- 일반논문[20031231] Font Operation Methodsn in the Mobile Images
- 일반논문[20030930] -mente형 부사의 통사적 특징
- 일반논문[20030630] Entre tu y yo구문의 통사적 분석
- 일반논문[20030331] 온라인교육을 위한 스페인어 폰트 운용 방안
- 일반논문[20011201] Adjuncion de los adverbios en ejemplos del espanol(부사의 부가현상-스페인어와 한국어의 예를 통하여)
- 일반논문[20010220] 멀티미디어와 스페인어교육
- 일반논문[20001225] Las diversidades sintacticas del adverbio en espanol(스페인어 부사의 통사적 다양성)
- 일반논문[19990228] 서어 의문종속화 분석
- 일반논문[19981231] 구문 분석
- 일반논문[19981205] 서어에서의 COMP 범주 분석
- 일반논문[19980620] 서어 시간절에 대한 연구
- 일반논문[19970929] 소절과 통사적 자질
- 일반논문[19951230] 스페인어 범주전환에 대한 연구
- 일반논문[19951030] 스페인어<목적종속절>의 통사적 분석
- 일반논문[19940830] 스페인어 <<유사관계절>>구조에 관하여
- 일반논문[19931225] <관사+que>구문에 관한 연구(Spanish)
- 일반논문[19931218] Analisis de la construccion sustantivo + preposicion + O sub
- 일반논문[19930512] Transpositores oracionales en Espanol
- 저서/역서[20210224] Hermosos Lazos
- 저서/역서[20191101] Casa de correos celestial
- 저서/역서[20160901] 재미있는 교양 스페인어
- 저서/역서[20140303] Gramatica Espanola para universitarios coreanos
- 저서/역서[20090825] 초급스페인어
- 저서/역서[20050801] Nostalgia
- 저서/역서[20040301] 사이버스페인어1(사이버강의교재)
- 저서/역서[20030903] 스페인어 문법 한꺼번에 정복하기
- 저서/역서[20030901] 멀티미디어 스페인어(사이버강의교재)
- 저서/역서[20030301] 고등학교 실무 스페인어
- 저서/역서[20020301] 고등학교 스페인어 청해
- 저서/역서[20010301] 중학교 생활스페인어(교사용지도서포함)
- 저서/역서[20000225] 스페인 문화예술의 산책
- 저서/역서[19970315] 서반아어 1
- 저서/역서[19960615] 한국어2(COREANO 2)
- 저서/역서[19960615] 한국어1(COREANO 1)
- 저서/역서[19960615] 한국어3(COREANO 3)
- 학술발표[20130626] Como elevar la eficiencia didactica mediante Smartphone
- 학술발표[20130228] 스마트폰 기반 홈페이지 구축 및 운용
- 학술발표[20121215] 스마트폰을 이용한 스페인어 교육 방안
- 학술발표[20100701] Uso de los materiales en espanol para la clase Ubiquitous y sus problemas pendientes
- 학술발표[20090912] Sueno의 다의성(多義性)과 통사적 분석
- 학술발표[20081018] 첨단 사이버교육 운영 방안(A Study on Frameworks that apply to the Ultra-modern Cyber Education)
- 학술발표[20080614] 어휘 sueno에 관한 의미-통사적 고찰
- 학술발표[20070705] Mas alla de la siesta
- 학술발표[20061209] Siesta문화의 허와 실
- 학술발표[20060623] Do Spaniards continue enjoying the siesta or not?
- 학술발표[20060610] 파워포인트를 활용한 멀티미디어 스페인어 강의 개발 방안
- 학술발표[20051223] 사이버교육의 멀티미디어화 방안
- 학술발표[20051210] 정지용 시 스페인어 번역과 언어학적 문제점
- 학술발표[20050930] 멀티미디어사이버강의를 위한 스페인어와 동영상 및 음성 자료 연계 운용 방안
- 학술발표[20050618] Un Estudio sobre los problemas que surgen en la traduccion de la literatura coreana al espanol
- 학술발표[20050607] 사이버동영상강의 개발 방안
- 학술발표[20050108] Estudio sobre la preparacion de las clases virtuales con Fonts especiales y con imagenes moviles
- 학술발표[20041016] 정지용 시 "향수"의 스페인어 번역에 있어서의 제문제와 극복
- 학술발표[20040619] 사이버교육을 위한 동영상 스페인어 자료의 운용방안 연구
- 학술발표[20040617] 스페인어의 새로운 교수 방법론
- 학술발표[20030925] 효과적인 사이버 외국어교육 방안에 관하여
- 학술발표[20030719] Font Operation Methods in the Mobile Images: Mainly about Spanish Special Fonts
- 학술발표[20030621] mente형 부사의 통사적 특성(Analisis de las caracteristicas sintactico-semanticas de los adverbios de -mente)
- 학술발표[20030207] Sobre la preparacion de las clases virtuales
- 학술발표[20020629] Unas soluciones para el problema de FONT del espanol en la cibereducacion de Corea
- 학술발표[20020427] 스페인어폰트 운용 방안-스캐닝 및 OCR을 중심으로
- 학술발표[20000930] 스페인어부사의 통사적 다양성 분석
- 학술발표[20000810] La posicion sintactica del adverbio en espanol
- 학술발표[19991222] 멀티미디어와 스페인어
- 학술발표[19990720] 멀티미디어와 스페인어교육
- 학술발표[19961115] SSNN interrogativos(의문명사구)